# No co Ty
No co Ty – szósty singiel polskiego piosenkarza Oskara Cymsa z jego drugiego albumu studyjnego, zatytułowanego Szkic i kontury. Singiel został wydany 14 maja 2025.

## Geneza utworu i historia powstania
Utwór napisali i skomponowali Oskar Cyms, Patryk Kumór, Dominic Buczkowski-Wojtaszek oraz Frank Bo, natomiast za jego produkcję, miksowanie oraz mastering odpowiedzialny był Hotel Torino.
Singiel ukazał się w formacie digital download 14 maja 2025 w Polsce, za pośrednictwem wytwórni muzycznej DB4 Managment, w dystrybucji Warner Music Poland. Piosenka została umieszczona na drugim albumie studyjnym Cymsa – Szkic i kontury, jako dziewiąty utwór z kolei.

## „No co Ty” w stacjach radiowych
Nagranie było notowane na 13. miejscu w zestawieniu OLiA, najczęściej odtwarzanych utworów w polskich rozgłośniach radiowych.

## Teledysk
Do utworu powstał teledysk w reżyserii Mikołaja Matyjaska, który udostępniono za pośrednictwem platformy YouTube w dniu premiery singla.  

## Lista utworów
- Digital download

1. „No co Ty” – 2:39[6]